# Richard Wolffenstein
Richard Wolffenstein (Berlín, 21 de agosto de 1864-Berlín, 5 de junio de 1929) fue un químico alemán que trabajó entre el siglo XIX y el siglo XX. 

## Biografía
Estudió en Leipzig, Heidelberg, Munich y Berlín. Obtuvo su título de doctor en 1888, y se convirtió en asistente de la cátedra de veterinaria en Berlín, y más tarde en Breslau con Albert Ladenburg. En 1893, regresó a la Hochschule Técnica, ahora llamada Universidad Técnica de Berlín, donde obtuvo su habilitación en 1895 y se convirtió en profesor de química en 1921.

## Trabajo
El trabajo de Wolffenstein se centró en el estudio de los alcaloides. Junto con Adolf Pinner, determinó la fórmula estructural de la nicotina alcaloide. Wolffenstein descubrió el explosivo peróxido de acetona (APEX) o triacetontripetróxido (TATP)  en la Technische Hochschule de Berlín por casualidad. El proceso de síntesis desarrollado por él junto con Oskar Böters y patentado en 1906 para la producción de dinitrofenol y trinitrofenol (ácido pícrico) se llama reacción de Wolffenstein-Böters.
Se ocupó de la producción de peróxido de hidrógeno puro (H2O2) por destilación a presión reducida (1894).
Fue el primero en describir la reacción de Cope junto con Leonhard Mamlock.